# Passado da Hora
Passado da Hora é uma série de animação brasileira desenvolvida pelo estúdio Animaking. Originalmente concebida como uma comédia educativa voltada ao ensino da história do Brasil, combinando fantasia e humor para apresentar eventos históricos de maneira lúdica e acessível. Posteriormente, a série foi expandida em um novo formato, abordando temas globais e regionais, com duas temporadas: Passado da Hora – História Universal, focada em momentos históricos mundiais, e Passado da Hora – História de Santa Catarina, que explora figuras e eventos importantes da história catarinense.

## Sinopse
Isadora, uma curiosa menina de 12 anos, vê sua vida mudar completamente quando uma coruja, mensageira da deusa Atena, aparece misteriosamente em seu armário. A ave revela uma pequena portinha que Isadora jamais havia percebido. Ao atravessar essa passagem secreta, ela é levada para o museu encantado "Passado da Hora", um local mágico onde as paredes escondem segredos e os corredores transportam para diferentes momentos da história.
Dentro desse museu surpreendente, Isadora é recebida por personagens históricos e figuras importantes que despertam sua curiosidade, guiando-a por aventuras incríveis através do tempo. Cada encontro traz uma nova lição, revelando aspectos culturais e eventos marcantes que ajudaram a moldar o mundo. Ao lado de seu fiel companheiro, Rex, um dinossauro falante, Isadora embarca em uma jornada fascinante através do tempo. Cada episódio oferece aos espectadores uma imersão profunda na história e cultura do mundo.

### Primeira versão
A primeira versão da série foi lançada em 2017 pela TV Cultura, com 13 episódios focados na história do Brasil. Esta versão combinava humor e educação, utilizando diferentes técnicas de animação, como computação gráfica e pixilation. A série adotava o formato de uma revista humorística para tratar de eventos históricos brasileiros. Além da exibição na TV Cultura, a série foi licenciada pela Empresa Brasil de Comunicação (EBC). Atualmente, essa versão está disponível no canal oficial da Animaflix no YouTube.

### Passado da Hora – História Universal (1ª Temporada)
A primeira temporada da nova versão, explora eventos históricos globais. Isadora e Rex viajam por diferentes épocas e locais, desde o Egito Antigo até a Revolução Industrial, oferecendo uma visão abrangente sobre a história mundial. A série busca educar o público sobre culturas e civilizações através de aventuras temporais, sempre utilizando uma abordagem leve e acessível.

### Passado da Hora – História de Santa Catarina (2ª Temporada)
A segunda temporada, é dedicada exclusivamente à história do estado catarinense. Composta por seis episódios principais e 30 episódios-pílula de um minuto, a série aborda temas como a imigração europeia, a República Juliana, Anita Garibaldi e a industrialização de Santa Catarina. A série visa trazer à tona a cultura e as tradições locais de forma educativa.
A produção da segunda temporada foi viabilizada por incentivos do Programa de Incentivo à Cultura (PIC), do Governo do Estado de Santa Catarina, e pela Lei Paulo Gustavo, através do Prêmio Catarinense de Cinema concedido pela Fundação Catarinense de Cultura. Entre os apoiadores do projeto estão empresas como Havan, Tigre, Urbano Alimentos, Bella Janela, Volvo Dimas, Unitermi, Tirol, Uatt?, Karsten, Oxford e Cottonbaby. A série está disponível no canal Animaflix no YouTube e tem sido bem recebida por seu conteúdo histórico acessível.
O lançamento oficial desta temporada, ocorreu no dia 23 de setembro de 2024, em um evento realizado no auditório do Passeio Sapiens, localizado no Sapiens Parque em Florianópolis. O evento contou com a presença de autoridades locais, influenciadores, educadores e incentivadores do projeto, além das famílias e crianças que são o público-alvo da série. Durante a cerimônia, foram exibidos os primeiros episódios da temporada, acompanhados de interações imersivas, como projeções temáticas e totens fotográficos dos personagens, proporcionando uma experiência única para os convidados.

## O museu
O museu Passado da Hora é o principal cenário da série. O Hall de Entrada apresenta dinossauros e personagens históricos que introduzem as aventuras de Isadora. A Ala Grega, com a estátua da deusa Atena, e a Ala Egípcia, onde reside a múmia Tut, apresentam diferentes períodos históricos. Outros locais do museu incluem a Sala de Display dos Dioramas, onde Isadora e Rex vivenciam eventos históricos, e a sala onde o quadro da Monalisa ganha vida para discutir a importância da arte na cultura.

## Personagens
- Isadora: Protagonista da série, Isadora é uma menina curiosa de 12 anos que descobre uma passagem mágica para o museu Passado da Hora. Suas aventuras educativas são guiadas pelo desejo de aprender mais sobre a história mundial.[1]
- Rex: Um dinossauro falante que acompanha Isadora em suas viagens pelo tempo. Rex é engraçado e oferece suporte enquanto ambos exploram diferentes épocas históricas.[1]
- Cícero: A coruja da sabedoria da deusa Atena, que revela a entrada secreta para o museu. Cícero atua como guia, fornecendo informações históricas precisas para ajudar Isadora e Rex em suas aventuras.[1]
- Tut: Uma múmia do faraó Tutancâmon que habita a Ala Egípcia do museu. Tut conta histórias sobre o Egito Antigo e, com seu espírito brincalhão, gosta de manter o ambiente leve.[1]
- Dr. Onóris Causa: Especialista em história e responsável por oferecer informações detalhadas e notas de rodapé durante as viagens no tempo. Ele é uma figura essencial para a compreensão dos eventos que ocorrem ao longo da série.[1]
- Monalisa: Quadro vivo da famosa obra de Leonardo da Vinci. Ela discute a importância da arte na cultura e como a arte documenta e promove a história dos povos.[1]
- Dinossauros: Um grupo de dinossauros que adiciona humor e música à série. Eles recebem Isadora com canções temáticas e ajudam a introduzir diferentes aventuras históricas.[1]

## Vozes
| Personagem           | Intérpete          | Ref.  |
| -------------------- | ------------------ | ----- |
| Isadora              | Isadora Sanchez    | [ 1 ] |
| Rex                  | Pedro Dettoni      | [ 1 ] |
| Cícero               | Cicero Bordignon   | [ 1 ] |
| Tim, Tom, Ed e Jorge | Nelson Félix       | [ 1 ] |
| Atena                | Tainá Froner       | [ 1 ] |
| Monalisa             | Camila Kauling     | [ 1 ] |
| Tut                  | Luan Renato Telles | [ 1 ] |
| Dr. Onóris Causa     | Paolo Conti        | [ 1 ] |
| Esfinge              | Dani Tucuxi        | [ 1 ] |
| Personagens extras   | Igor Lima          | [ 1 ] |